# Lithos Confederatie van Loges
Lithos Confederatie van Loges (L.C.L.) is een irreguliere Belgische maçonnieke obediëntie oftewel koepel van vrijmetselaarsloges. Lithos bestaat overwegend uit loges in België maar kent ook loges in  Zwitserland en Duitsland. De meerderheid van de loges is gemengd, dus met mannelijke en vrouwelijke leden. In 2023 telde Lithos meer dan 1.600 leden.
'Lithos' is het Griekse woord voor steen, een belangrijk symbool in de vrijmetselarij.

## Geschiedenis
Op 28 februari 2006 verzamelden leden van verschillende loges uit Nederlands- en Franstalig België en Nederland zich in Antwerpen met als doel het Belgische vrijmetselaarslandschap verder te verrijken. Zij ondertekenden een principeverklaring voor een nog op te richten obediëntie genaamd Lithos. Deze werd een aantal maanden later, op 11 november 2006, officieel opgericht.
De aanzet voor het ontstaan van deze nieuwe structuur was het streven naar een hedendaagse vrijmetselarij. Binnen de nieuwe federatie werd een grote autonomie verleend aan de aangesloten loges. Op die manier kunnen zij zelfstandig beslissingen nemen over een aantal controversiële punten binnen de vrijmetselarij (zoals het lidmaatschap van vrouwen). 
Zes jaar na oprichting telde Lithos reeds twintig loges. Verschillende werkplaatsen die voordien lid waren van obediënties zoals Le Droit Humain, het Grootoosten van België, de Reguliere Grootloge van België, het Grootoosten van Luxemburg en de Fédération des Loges Libres et Souveraines sloten zich aan bij het nieuwe progressieve initiatief.
Na toetreding tot de vrijzinnige vrijmetselaarskoepel C.L.I.P.S.A.S. in 2011 sloot Lithos op 28 december 2012 een overeenkomst met de Vrouwengrootloge van België en de Grootloge van België evenals een vriendschapsverdrag met het Grootoosten van België. In 2019 verliet Lithos C.L.I.P.S.A.S.

## Loges

### Actieve loges
Anno 2025 zijn er tweeënveertig loges actief binnen de confederatie, waarvan twee buiten België. Tussen haakjes het jaar van oprichting - indien bekend - van de betreffende loge.
| Nr. | Naam                    | Zetel           | Jaar van toetreding | Voertaal      |
| --- | ----------------------- | --------------- | ------------------- | ------------- |
| 1   | Alegria (*)             | Sint-Niklaas    | 2006                | Nederlands    |
| 2   | Aqua (*)                | Antwerpen       | 2006 (2001)         | Nederlands    |
| 3   | Dionysos (*)            | Vilvoorde       | 2006                | Nederlands    |
| 4   | Agora (*)               | Brussel         | 2006                | Frans         |
| 5   | Panta Rhei (*)          | Antwerpen       | 2006 (1995)         | Nederlands    |
| 6   | Steen                   | Antwerpen       | 2007                | Nederlands    |
| 8   | Toren van Babel         | Gent            | 2008 (1990)         | Nederlands    |
| 9   | L'Amitié                | Genève (CH)     | 2008                | Frans         |
| 10  | Ypsilon                 | Brussel         | 2008                | Frans         |
| 12  | Houtskool               | Leuven          | 2010                | Nederlands    |
| 13  | Timaios                 | Westfalen (DE)  | 2010 (2007)         | Duits         |
| 14  | Tradition et Progrès    | Bergen          | 2010                | Frans         |
| 16  | La Divine Comédie       | Havré-les-Mons  | 2011                | Frans         |
| 17  | Le Franc-Maillon        | Brussel         | 2011                | Frans         |
| 18  | Lessing                 | Brussel         | 2011                | Frans, Duits  |
| 19  | Portus                  | Gent            | 2012                | Nederlands    |
| 21  | Evenwicht               | Turnhout        | 2012                | Nederlands    |
| 23  | Logos                   | Saint-Hubert    | 2013                | Frans         |
| 24  | Tegenlicht              | Gent            | 2014                | Nederlands    |
| 25  | Diaspora                | Vilvoorde       | 2014                | Nederlands    |
| 26  | Les Chemins de Lumière  | Brussel         | 2014                | Frans         |
| 28  | Mozaïek                 | Sint-Niklaas    | 2015                | Nederlands    |
| 29  | Václav Havel            | Brugge          | 2015                | Nederlands    |
| 30  | Aletheia                | Luik            | 2015                | Frans         |
| 31  | L'Aube                  | Liberchies      | 2015                | Frans         |
| 32  | Philia                  | Spa             | 2016                | Frans         |
| 33  | Sub Rosa                | Roeselaere      | 2016                | Nederlands    |
| 34  | L'Heure Bleue           | Mont-Saint-Jean | 2017                | Frans         |
| 35  | Bevrijding              | Gent            | 2017 (1976)         | Nederlands    |
| 36  | Kosmopolis              | Brussel         | 2018                | Frans, Engels |
| 37  | Les 2 Luxembourgs       | Aarlen          | 2018                | Frans         |
| 38  | Le Grain de Sable       | Rosières        | 2018                | Frans         |
| 39  | Ouroboros               | Brussel         | 2018                | Frans         |
| 42  | Lucifer                 | Merelbeke       | 2019                | Nederlands    |
| 46  | Jacob van Artevelde     | Gent            | 2018                | Nederlands    |
|     | Les Chemins de l'Utopie |                 |                     |               |
|     | Bento d'Espinosa        | Oostende        |                     |               |
|     | L'Homme Revolté         | Brussel         |                     |               |
|     | La Mauvaise Reputation  |                 |                     |               |
|     | Madiba                  | Luik            |                     |               |
|     | Terres Nouvelles        | Hoei            |                     |               |
|     | Trifora                 | Antwerpen       |                     |               |

(*) Stichtende loge

### Inactieve loges
Enkele loges zijn in de loop der jaren opgeheven (in vrijmetselaarsjargon: zij hebben de lichten gedoofd) of hebben de confederatie weer verlaten.
| Nr. | Naam                             | Zetel                 | Jaar van toetreding | Opheffing/ uittreding |
| --- | -------------------------------- | --------------------- | ------------------- | --------------------- |
| 7   | Lessing - Europäische Wanderloge | Brussel               | 2007                |                       |
| 11  | La Franche Parole                | Dinant                | 2010                |                       |
| 15  | Agir et Rêver                    | Brussel               | 2011                |                       |
| 20  | Septentrion                      | Le Lavoir - Penthalaz | 2012                |                       |
| 22  | Zoektocht                        | Vilvoorde             | 2013                |                       |
| 27  | Humanisme et Lumières            | Geneve                | 2014                |                       |

## Waarden

### De oprichtingsteksten
De principes die Lithos als essentieel beschouwt, vinden hun oorsprong in de Universele Verklaring van de Rechten van de Mens, het Europees Verdrag tot bescherming van de rechten van de mens en de fundamentele vrijheden en het Handvest van de grondrechten van de Europese Unie.
Lithos promoot een aantal waarden in het bijzonder:
- solidariteit, rechtvaardigheid en universele broederschap, zonder enige vorm van discriminatie,
- gewetensvrijheid en morele integriteit,
- vrijheid van denken en vrijheid van meningsuiting,
- vrij onderzoek,
- de verwerping van enig dogma, argument van autoriteit of vooroordeel,
- afwijzing van alle vormen van fanatisme en fundamentalisme.

### Sociaal engagement
De beginselverklaring van Lithos verwijst naar een humanistische en hedendaagse vrijmetselarij, in perfecte harmonie met de seculiere wereld waarin zij zich ontwikkelt en voegt daaraan toe dat het werk aan zichzelf en het werk in de wereld complementair en onlosmakelijk met elkaar verbonden zijn. Lithos maakt deel uit van een maatschappijgerichte stroming binnen de vrijmetselarij die werkt aan de evolutie van de samenleving, met focus op hedendaagse vragen en aanverwante ethiek en humanisme.

## Structuur
Lithos geeft elk van haar loges de keuze om gemengd, alleen met mannelijke of alleen met vrouwelijke leden te werken. De meeste loges zijn gemengd.  
De leiding van de obediëntie wordt toevertrouwd aan een administratieve commissie, gekozen tijdens de algemene vergadering en samengesteld uit de gekozen vertegenwoordigers van de aangesloten loges.

## Riten en graden
De loges binnen Lithos werken uitsluitend in de drie symbolieke of basisgraden van leerling, gezel en meester.
De loges zijn daarbij vrij om hun eigen maçonnieke ritus te kiezen, zolang deze de gewetensvrijheid respecteert. Binnen de confederatie worden de Aloude en Aangenomen Schotse Ritus, de Franse Ritus (meerdere vormen) en de York Ritus beoefend.

## Gerelateerde artikelen
- Vrijmetselarij in België
- Gemengde vrijmetselarij